# 前世回溯
前世回溯（英語：Past life regression）， 又稱前世催眠（Past life hypnosis），是一種記憶回溯，指透過催眠或其他的方式， 從大腦的潛意識中，回溯人們對前世的經歷及記憶。

## 方法
前世催眠是透過催眠的方法，通常會令受催眠者完全放鬆，讓受催眠者進入催眠狀態，與潛意識溝通，並試圖在潛意識中找回過去的記憶，並找回前世的記憶。不少受催眠者會講述他們前世的經過及經歷。

## 前世治療
前世治療或前世療法是一種心理治療方法，透過前世回溯，找出受催眠者在前世中的心理根源，從而進行治療及輔導。

## 儿童的前世記憶
童年前世記憶，是指一些人在小童時期，聲稱記得自己的前世及前世的經驗，擁有自己前世的記憶。童年前世回溯，則針對是童年時期對小童進行的前世回溯活動。一些觀點認為，童年和幼年，由於時間上比較接近前世，以及較少今生的記憶，因而對前世的記憶印象較清晰及準確，並認為針對小童來進行前世回溯或前世催眠研究較成年人準確。不過，也有觀點認為，由於兒童時期的大腦不夠成年人成熟，較成年人容易出現虛假或錯誤記憶，因此前世記憶多數是兒童。

## 研究
弗吉尼亚大学精神病学教授伊恩·斯蒂文森研究了许多声称记得前世的孩子的案例。在40年的时间里，他领导研究了超过2500个案例，并且根据研究成果，出版了12部著作，其中包括《轮回类型的欧洲案例》等书。斯蒂文森发现具有前世记忆的孩子的年龄一般介于三周岁到七周岁之间，然后相关记忆就会在很短的时间内消失。大约35%的研究对象有胎记或出生缺陷。斯蒂文森认为当这些胎记或缺陷和案例所报告的前世致死受伤处的位置相同时，这便是轮回转世存在的最佳证据。然而，斯蒂文森从未声称他已经证明了转世的存在。斯蒂文森在2002年退休，精神病学家吉姆·B·塔克继续着他的工作。对于斯蒂文森关于轮回转世的研究，塔克在《生命前的生命：儿童前世记忆的科学研究》一书中做了阐述。

## 證據及批判
從回溯內容及歷史的對比資料所得，一些認為前世回溯證實前世存在，因為有一些個案的前世回溯內容跟歷史資料相同。但一些認為只是大腦作祟，或只是偽記憶，或只是一種虛談症，因為也有很多個案的前世回溯內容跟歷史資料不符。但有意見認為，前世回溯的內容，可以是真實的前世記憶，跟現實生活的記憶和歷史教科書的知識混淆所產生的結果。
有報導指，有些人靠前世記憶，找到前世屍體並破案。也有報導指，有前世記憶與實際情況吻合的案例。
荷蘭一份研究，找出13位有前世記憶及另外13位没有前世記憶的志願者進行科學試驗調查，两组志愿者接受的教育程度相当，年龄和人生经历都比较相似。發現有前世記憶的印象的志愿者比一般人更容易產生錯誤記憶及虛構記憶，并相信自己的錯誤記憶及判断是正确的。

### 主流學術界意見
前世回溯受到科學界和懷疑者質疑，因為即使是用催眠進行恢復記憶治療，如記憶回溯及年齡回溯，也有機會創造虛構記憶和錯誤記憶。
科學界及心理學家普遍認為，目前難以通過科學方法來判斷前世的存在，也沒法以科學方式判斷有沒有從前世回溯的記憶真的來自前世。
主流科學普遍視前世記憶作為前世的證據是屬於軼事證據，而非科學證據。
由於前世記憶可能被值入虛構記憶，部分學者認為前世回溯療法違反了「首先，不造成傷害」(英語：first, do no harm) 的原則，因此前世回溯及前世回溯的心理療法並不乎合道德。

### 薩根標準
根據薩根標準，超凡的主張，需要超凡的證據。
由於記憶回溯及恢復記憶治療等技術，可能會創造出虛構記憶和錯誤記憶，因此，前世回溯所提出的前世證據，並非屬超凡的證據。
「人有前世」這在科學及學術角度看，均屬超凡主張，但缺少超凡證據。主流學界一般不接受前世回溯作為人有前世的證據。

## 反對催眠可實現「前世回溯」的說法
關於催眠能夠回溯前世今生說法，雖並不能完全排除可能性，也没有足够理论依据证实其存在性。
依據弗洛伊德學派主張，此類進入深層心理狀態的狀況下，多數的心理看到的影像、劇情、甚至幻聽、幻視，多來自對自己內心壓抑的反射與反映，為了解除或發洩平日累積壓力或重大事件內心身處的恐懼、創傷而造成的一種腦部舒壓的自然現象，與作夢是為了發洩壓力的原理相同，只是過程是經由催眠師所進行語言引導，讓你更相信這些自然腦部放電造成的潛意識反應現象，被錯誤解讀為看到前世的記憶。如同夢到或感覺到自己前世是一隻老鷹，並非你前世就是老鷹，而更可能只是自己的潛意識為了想逃避日常生活壓力想體驗無拘無束、遨遊天際的心理反應罷了。反對人士質疑精神科醫師或催眠師在施予催眠時只是自以為瞭解前世今生催眠法，誤以為「前世回溯」催眠療法真的可以看到前世記憶錯誤觀念。
「前世回溯」可谓是大部分的心理作用产生的结果。真正的「前世回溯」催眠療法在催眠師的領域，一再地被提起（称之为運用），甚至有些開設許多課程、療程，顯示「前世回溯」療法顯然有其實際效果。部份案例在時光回溯的過程，被催眠者處於放鬆的狀態，並藉由催眠師語言引導，逐步回溯自己的年齡，或是類似走過隧道的方式來深入催眠狀態，藉此能達到的「脫離感」比一般催眠療法來的直接且強烈，可以快速且有效地引導被催眠者進入更深層的催眠狀態，在深層的催眠狀態下，被催眠者可以完全放鬆，且由催眠師引導被催眠者藉由自己的潛意識，去創造出一個名為「前世」的世界，讓被催眠者在潛意識的自然作用下自由的發展，藉此釋放平日累積的壓力。所以許多被催眠者在清醒後，特別覺得全身舒暢，其原理乃因潛意識做了釋放壓力的心理作用，而被催眠者的也可獲得有效的抒解，甚至有被催眠者長久以來的疼痛、病症因此不藥而癒，更加深人們相信「催眠可以讓你看到前世回憶」的說法。因此，前世回忆的说法并没有足够的理论依据。
根據各類文獻也都顯示關於「前世回溯」療法在對於非病理性的身體疾病有一定程度的幫助，所以「前世回溯」催眠療法在各類催眠療法中仍有一定的地位。但如果真要說許多人宣稱「前世回溯」催眠療法真的可以讓你看到前世的記憶這樣的說法有任何可取之處，也只能說在被催眠者被催眠之前，就先被灌輸「可以看到前世記憶」的那種心理作用，讓被催眠者更有機會進入深度催眠狀態的一種「說詞」罷了。
不過，由回溯催眠而回想起的童年經驗有相當一部分並非幻想，而是基於記憶。

## 宗教觀點

### 佛教觀點
佛教相信輪迴和轉世，前世回溯對佛教的輪迴轉世觀提供了肯定的證據。

### 基督教觀點
聖經中，只有提到人有來世及今生，沒有提到有前世。由於聖經沒有提前世，有人認為前世觀點不合聖經。但也有認為聖經沒有否定前世，因此前世觀點可跟基督教及聖經相容。

## 基因記憶
基因記憶（又稱遺傳記憶）是一個假設，該假設認為前世催眠，所得的結果有可能只是來自遺傳基因的記憶，而非真實的前世。因此前世回溯不能有效證明前世及「輪迴」的存在，而仅仅是证明父代的有关经历和记忆可以遗传给子代。

## 科研机构
美國維珍尼亞大學醫學院設有一個研究超心理學的部門：感知研究部（原名人格研究部），主要研究瀕死經驗、前世回溯和前世記憶等超自然現象。